# Vibeke Windeløv
Vibeke Windeløv est une productrice danoise née le 22 décembre 1950. Elle a siégé au conseil de l'Académie européenne du cinéma en 1998-2004, fut membre du jury du festival du film de Venise en 2001, du festival du film de Montréal en 2006 et du festival du film de Sundance en 2009, elle a présidé le jury du Pacific Meridian en 2008, du festival du film de Gand en 2008 et du festival du film de Séville en 2008. 

## Filmographie
- 1978 : Honning måne de Bille August
- 1979 : En rig mand de Jon Bang Carlsen
- 1989 : Notater om kærligheden de Jørgen Leth
- 1994 : Det bli'r i familien de Susanne Bier
- 1996 : Breaking the Waves de Lars von Trier
- 1997 : Sekten de Susanne Bier
- 1998 : Les Idiots (Idioterne) de Lars von Trier
- 1999 : Rembrandt de Charles Matton
- 2000 : The King Is Alive de Kristian Levring
- 2000 : Dancer in the Dark de Lars von Trier
- 2001 : New Year's Day de Suri Krishnamma
- 2001 : Morlang de Tjebbo Penning
- 2002 : Elsker dig for evigt de Susanne Bier
- 2003 : Dogville de Lars von Trier
- 2003 : Dogville Confessions (documentaire) de Sami Saif
- 2003 : Five Obstructions (De fem benspænd) de Jørgen Leth et Lars von Trier
- 2005 : Dear Wendy de Thomas Vinterberg
- 2005 : Manderlay (Manderlay) de Lars von Trier
- 2006 : Chacun sa nuit de Pascal Arnold et Jean-Marc Barr
- 2006 : Le Direktør (Direktøren for det hele) de Lars von Trier
- 2008 : Roskilde (documentaire) d'Ulrik Wivel
- 2008 : Gud, lukt och henne de Karin Westerlund
- 2009 : Mammoth de Lukas Moodysson
- 2009 : Torben et Sylvia (Æblet & ormen) d'Anders Morgenthaler et Mads Juul
- 2012 : Love is all you need (Den skaldede frisør) de Susanne Bier